# Fintan
Fintan  è un nome proprio di persona irlandese maschile.

## Varianti
- Maschili: Fionntan[1]

### Varianti in altre lingue
- Scozzese: Fionntan[1]

## Origine e diffusione
Si tratta di una forma anglicizzata di Fionntan, nome dall'etimologia dibattuta. Secondo alcune fonti, sarebbe un diminutivo del termine fionn ("puro", "bianco", da cui anche i nomi Fionnuala, Fionn, Bébinn, Fionnbharr e Caoilfhionn); altre fonti gli danno il significato di "fuoco bianco" oppure di "leone bianco". 
Oltre ad essere stato portato da diversi santi irlandesi (il cui nome viene talvolta italianizzato in "Fintano"), è anche il nome di Fintan mac Bóchra, l'unica persona che, secondo il Lebor Gabála Érenn, sopravvisse al diluvio universale.

## Onomastico
L'onomastico può essere festeggiato in memoria di più santi, alle date seguenti:
- 3 gennaio, san Fintan, abate benedettino presso Dún Bleisce (l'odierna Doon, Contea di Limerick)[3][4]
- 17 febbraio, san Fintan, abate presso Clúain Ednech (o Clonenagh)[3][4]
- 21 ottobre, san Finian (o Fintan) Munnu, fondatore dell'abbazia di Taghmon (Contea di Wexford)[4]
- 15 novembre, san Fintano, monaco a Farfa e poi recluso a Rheinau[3][4]
- 15 novembre, san Fintan, missionario in Svizzera, eremita in un'isola nel Reno[4]

## Persone
- Fintan di Rheinau, monaco ed eremita irlandese
- Fintan McKeown, attore irlandese
- Fintan O'Toole, giornalista, scrittore e critico teatrale irlandese.